# John Tong Hon
John Tong Hon (31. srpnja 1939.) je prelat Katoličke Crkve iz Hong Konga.
Bio je jedan od kardinala izbornika koji je sudjelovao na  papinskoj konklavi 2013. na kojoj je izabran papa Franjo.